# 陈春霖
陈春霖（1901年10月21日—1951年11月9日），名思棣，四川资阳人，国民革命军中将。

## 生平
毕业于成都四川省立政法专科学校，后投川军。1926年，入黄埔陆军军官学校第五期政治科。
陆军大学特别班毕业。
1928年，在中國國民黨中央黨部组织部军人科任干事、总干事，陆军大学特别党部书记长。1932年任华北抗日救亡宣传大队大队长。1934年任第四十军政训处长。1936年任河南省国民军事教育委员会主任兼河南学生集训总队总队长。1938年，该委员会改组为河南军管区司令部，任河南军管区少将参谋长兼军训处处长。1939年，入陆军大学特别班第四期，1940年4月毕业。任第六战区司令长官部军务处处长兼干训团教育处处长。1943年调任中国远征军司令长官部军务处长兼干训团教育处处长。1945年1月任第九战区第四十四军第149师师长。1945年底任军政部人事处长。1946年兼三民主义青年团中央人事处长。1947年1月任国防部副官处少将处长。1948年3月当选第一屆國民大會四川省代表。1948年6月任国防部副官局中将局长兼副官学校校长，1949年4月任第四十四军中将军长。1949年12月24日随罗广文在四川郫县起义。1951年11月9日被处决。